# Loki (seriál)
Loki je americký akční televizní seriál, natočený na motivy příběhů stejnojmenné postavy z komiksů vydavatelství Marvel Comics. Autorem seriálu, který je součástí franšízy a fikčního světa Marvel Cinematic Universe, je Michael Waldron. Objednání pořadu oznámily společnosti The Walt Disney Company a Marvel Studios 12. dubna 2019. Seriál byl naplánován k uvedení na streamovací službě Disney+ s premiérou prvního dílu 9. června 2021. První série byla koncipována jako šestidílná. V šestém díle první série bylo v potitulkové scéně potvrzeno, že seriál dostane druhou řadu, jejíž premiéra byla později ohlášena na 6. října, a následně v září změněna na 5. října 2023.

## Příběh
Po krádeži Teseraktu během bitvy o New York a teleportování se, je alternativní verze Lokiho přivedena do Time Variance Authority (TVA), byrokratické organizace, která existuje mimo čas a prostor a sleduje časovou osu. Dávají Lokimu na výběr – buď bude vymazán z existence, protože je „časovou variantou“ a vrácen zpět, nebo pomůže opravit časovou osu a zastavit větší hrozbu.

## Obsazení
- Tom Hiddleston jako Loki, Odinem adoptovaný Thorův bratr
- Owen Wilson jako Mobius M. Mobius, člen organizace TVA
- Gugu Mbathaová-Rawová jako Ravonna Lexus Renslayer, soudkyně organizace TVA
- Wunmi Mosakuová jako Hunter B-15, členka TVA
- Tara Strong jako hlas Minutky (anglicky Miss Minutes)
- Sophia Di Martino jako Sylvie, ženská verze Lokiho, která chce obnovit multiversum[8]
- Sasha Lane jako Hunter C-20, členka TVA
- Jack Veal jako malý Loki (anglicky Kid Loki), dětská verze Lokiho
- DeObia Oparei jako vychloubačný Loki (anglicky Boastful Loki)
- Richard E. Grant jako klasický Loki (anglicky Classic Loki), starší varianta Lokiho
- Jonathan Majors jako „Ten, jenž zůstal“ (anglicky He Who Remains), vědec z 31. století, který vytvořil TVA, aby zachránil časovou osu
- Ke Huy Quan jako Ouroboros, hlavní technik TVA
- Eugene Cordero jako Casey, recepční TVA
- Rafael Casal jako Hunter X-5/Brad Wolfe, člen TVA/herec
- Kate Dickie jako Generálka Dox, generál TVA
- Liz Carr jako soudkyně Gamble, soudkyně TVA

## Seznam dílů
| Řada | Díly | Premiéra v USA | Premiéra v USA    |
| Řada | Díly | První díl      | Poslední díl      |
| ---- | ---- | -------------- | ----------------- |
| 1    | 6    | 9. června 2021 | 14. července 2021 |
| 2    | 6    | 5. října 2023  | 9. listopadu 2023 |